# Беатриса де Бурбур

Графство Гин в середине XII века
Территория графства Гин
Прочие территории Фландрского графства
Англо-Нормандская монархия
Владения графов Вермандуа
Церковные земли

Беатриса де Бурбу́р (фр. Béatrix de Bourbourg; после 1120 — около 1146, Ардр) — графиня де Гин с 1137 года.

## Биография

### Правление
Беатриса была дочерью Сибиллы де Гин, последней представительницы дома де Гин, потомков датского викинга Зигфрида Датчанина, правивших в графстве Гин с середины X века. Отцом Беатрисы был некий Генрих де Бурбур, кастелян замка Бурбур к востоку от Кале, не отличавшийся знатностью и богатством. Юная Беатриса была выдана замуж за английского аристократа Обри де Вера, будущего 1-го графа Оксфорда. Однако этот брак сложился неудачно: супруг вскоре оставил тяжело больную Беатрису, вернувшись в Англию ко двору короля Стефана Блуаского, расположением которого он пользовался.
После смерти своего деда Манассии I в 1137 году Беатриса была провозглашена графиней де Гин. Хотя этот титул был признан за ней Тьерри Эльзасским, графом Фландрии, непосредственным сюзереном графства Гин, позиции Беатрисы были непрочны. Претензии на Гин выдвинул Арнульф Гентский, сеньор де Тортехем, сын Венемара, кастеляна Гента, и Гизеллы, сестры Манассии I. Пользуясь невмешательством Обри де Вера, Арнульфу Гентскому удалось силой захватить графство.
После того, как брак с Обри де Вером был аннулирован, Беатриса обручилась с Бодуэном, сеньором д’Ардр. Вскоре, однако, она скончалась, и графом де Гин был провозглашён Арнульф Гентский.

### Браки и дети
- Первым браком (в 1137 году) замужем за Обри де Вером (ум. 1196), 1-м графом Оксфорд. Брак аннулирован;
- Вторым браком (после 1142 года) замужем за Бодуэном д’Ардр.

Детей Беатриса де Бурбур не имела.